# Hemilepistus crenulatus
Hemilepistus crenulatus är en kräftdjursart som först beskrevs av Peter Simon Pallas 1771.  Hemilepistus crenulatus ingår i släktet Hemilepistus och familjen Trachelipodidae. Inga underarter finns listade i Catalogue of Life.